# 简嫔
簡嬪（？—18世紀），苏完瓜尔佳氏，简写關佳氏，内务府镶黄旗人。拜唐阿德成之女。嘉庆帝尚為皇子時的格格，仁宗即位後追封她為嬪。

## 生平
在乾隆朝的内务府選秀中，被指婚為嘉親王格格。乾隆四十五年（1780年）四月十一日丑時，生嘉慶帝第一女。乾隆四十八年（1783）十一月初一日，大格格夭折。
乾隆五十二年，關佳氏已去世。嘉庆二年四月二十二日，嘉庆帝谕内阁，追封潜邸侧福晋完颜氏为恕妃、格格关氏为简嫔、格格沈氏为逊嫔。她的弟弟拜唐阿爱保聯同恕妃之兄监生庆宝和遜嬪侄子笔帖式福安向仁宗呈上謝恩折。嘉庆三年六月十八日，在东直门外之静安庄殡宫行恕妃、简嫔和逊嫔的追封礼。嘉庆八年十月十七日，簡嬪金棺奉安清西陵的昌陵妃园寝 。

## 家族
簡嬪家族的始祖為達固善。根據《八旗滿洲氏族通譜卷》的記載，達古善是鑲黄旗包衣人，與蘇完部長索爾果次子費英東扎爾固齊同族，世居蘇完地方，國初來歸。
《八旗滿洲氏族通譜卷》編修時，達古善的家系如下：
- 孫：郭邁，原任内大臣；雅爾占，以定鼎燕京時有功授騎都尉。
- 曾孫：遂哈孫，曾任騎都尉；商吉圖，曾任騎都尉；布漢，原任司胙官；石圖，原任佐領；李山、多倫，俱為原任員外郎；佛倫，原任郎中。
- 元孫：費揚古，現任驍騎校。
- 四世孫：鄂爾多，現任筆帖式。
- 五世孫：特克慎，現任侍衛署參領；執謙現係文進士；伯清，現任筆帖式；托克托和，現任三等護衛；佟保，現任包衣大。